# Municipio de Porter (condado de Delaware)
El municipio de Porter (en inglés: Porter Township) es un municipio ubicado en el condado de Delaware en el estado estadounidense de Ohio. En el año 2010 tenía una población de 1923 habitantes y una densidad poblacional de 29,27 personas por km².

## Geografía
El municipio de Porter se encuentra ubicado en las coordenadas 40°18′55″N 82°47′44″O / 40.31528, -82.79556. Según la Oficina del Censo de los Estados Unidos, el municipio tiene una superficie total de 65.69 km², de la cual 65,69 km² corresponden a tierra firme y (0 %) 0 km² es agua.

## Demografía
Según el censo de 2010, había 1923 personas residiendo en el municipio de Porter. La densidad de población era de 29,27 hab./km². De los 1923 habitantes, el municipio de Porter estaba compuesto por el 97,87 % blancos, el 0,62 % eran afroamericanos, el 0,05 % eran amerindios, el 0,36 % eran asiáticos, el 0,16 % eran de otras razas y el 0,94 % eran de una mezcla de razas. Del total de la población el 0,78 % eran hispanos o latinos de cualquier raza.